# Víctor Rasgado

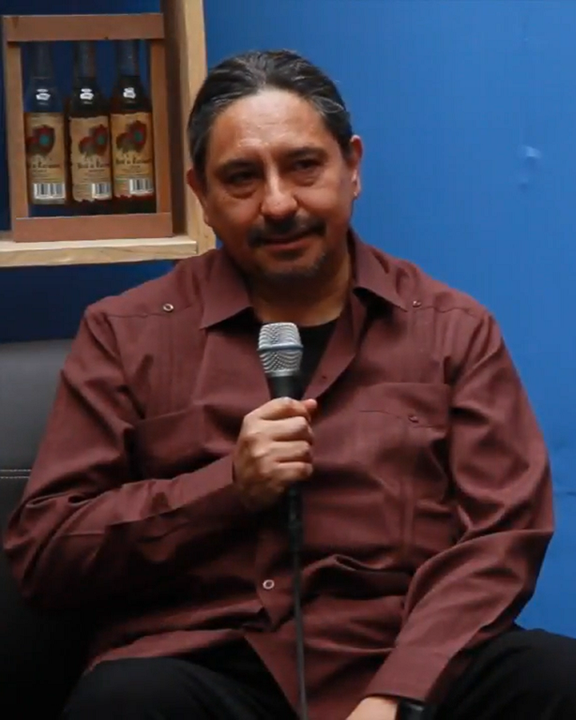
Víctor Rasgado nel 2017.

Víctor Rasgado Flores (Città del Messico, 8 luglio 1959 – 18 gennaio 2023) è stato un compositore messicano, le cui opere furono eseguite in Messico, negli Stati Uniti, in Italia, e nei Paesi Bassi.

## Biografia
Studiò pianoforte e composizione nella Scuola Nazionale di Musica e nel Centro di Ricerca e Studi Musicali Tiamatinime in Messico dal 1979 fino al 1986. Contemporaneamente studiò Storia nell'Università Autónoma Metropolitana. Successivamente proseguì i suoi studi nella Royal Academy of Music di (Londra), con Franco Donatoni del Conservatorio Giuseppe Verdi di Milano e nell'Accademia Musicale Chigiana di (Siena).
Con il compositore Juan Trigos fondò l'ensamble Sones Contemporáneos specializzato nell'esecuzione di compositori messicani contemporanei.
Nel 1992 fu Direttore Generale del progetto di musica electroacústica Festín nel Mictlán. In 1993 fu assistente della cattedra di composizione di Franco Donatoni nel Conservatorio Nazionale di Musica e nella Scuola Nazionale di Musica, entrambe le nella Città di Messico.
La sua opera Anacleto Morones fu riconosciuta con il Premio Orpheus per nuove opere da camera. Questa opera fu presentata a Spoleto nel Teatro Caio Melisso il 9 di settembre di 1994 in una produzione di Luca Ronconi. Lo stesso anno, la sua fantasia per pianoforte e l'insieme strumentale intitolato Revontulet furono eseguiti a Siena.
Morì il 18 gennaio 2023 all'età di sessantatré anni.

## Premi
- Per la sua composizione Revontulet ottenne nel 1993 il Primo Premio Internazionale di Composizione Alfredo Casella.
- Nel 1994 la sua opera Anacleto Morones fu premiata con il Premio Orpheus per opere contemporanee concesso dal Teatro Lirico Sperimentale, l'Opera di Cameraman di Vienna (Wiener Kammeroper) e l'editoriale Ricordi di Milano.
- 1995 Una borsa di studio Fulbright gli facilitò il soggiorno nella Juilliard School of Music di New York.
- Rasgado ha ottenuto in due occasioni il Premio Gaudeamus-Preis dell'UNESCO.

## Opere

### Pianoforte
- Tre preludi ritmici, 1986
- Sei gestos sobra Le quarte, 1989
- Carrizal, 2000

### Musica da camera
- Rumors della terra per flauto, tromba e strumenti a percussione, 1986
- Clamoroe per clarinetto e nastro magnetico, 1991
- HueHue Cuicatl, per tenore e nastro magnetico, 1991
- Trio per pianoforte, flauto e clarinetto, 1992
- Reguero per clarinetto, pianoforte e strumenti a percussione 1992
- Emphasis per fagotto 1992
- Arcana per due flauti, 1992
- Agitamenti per trombetta, pianoforte, contrabbasso e strumenti a percussione, 1992
- Mictlán per strumenti a percussione e nastro magnetico, 1992
- Zan Tontemiquico per tenore e orchestra di cameraman, 1992
- Carrus navalis per trombone e strumenti a percussione, 1993
- Revontulet, Fantasia per pianoforte, strumenti di percussione e insieme strumentale, 1993
- Cupola per contralto, arpa e flauti, 1994
- Chimera per fagotto, clarinetto e pianoforte, 1994
- Teocuitlacoztic per tenore, flauto, oboe, clarinetto, fagotto e corno, 1996
- Ónix per flauto , strumenti di percussione, violino, violoncello e pianoforte, 1996
- Lo dovei tirare per soprano, contrabbasso e banda magnetica, 1996
- The Golden Gate per due violoncelli, 1997
- Canzone di cuna per voce e pianoforte, 1998
- Tre epigramas per clarinetto, 1998
- Ollin per clarino basso, violoncello, contrabbasso e due flauti, 1998
- Ventus per fiati, 2002
- Kukarikarus per flauto , clarinetto, strumenti a percussione, pianoforte, violino e violoncello, 2002
- Kaskarikarus per flauto , clarinetto, strumenti di percussione, pianoforte, sassofono e tromba, 2002
- Frontiera, per flauto , clarinetto, violino, violoncello e contrabbasso, 2000

### Musica per orchestra
- Canto florido, per tenore, strumenti a percussione e orchestra, 1987
- Axolote, 1988
- Quetzaltepec, per orchestra sinfonica, 1994
- Alebrijes, suite orchestrale, 1994
- Rabinal achí, per orchestra sinfonica, coro, tenore e mezzi elettronici, 1997-2001
- Click, per flauto piccolo e contralto, 1999
- Fanfarria, per orchestra sinfonica, 2001
- Calatayud, per pianoforte e orchestra sinfonica, 1999-2000
- Continuum motus, per orchestra sinfonica, 2001
- Body Noti, per orchestra sinfonica, 2004-05

### Musica per coro
- La vita che tu mi lasciasti per coro e strumenti di percusión, 1988
- Royo nocturnal, 1989
- Alaviaos Per coro a cappella, 1992
- In Xochitl in Cuicatl Per coro a cappella, 1992

### Opere liriche
- Anacleto Morones, Opera lirica in un atto per solisti, coro e insieme di cameraman, 1990-91, 1996
- Il coniglio e il coyote, opera infantile basata su16 immagini di Francisco Toledo, 1998-99
- Santa, opera in tre atti basata sul romanzo omonimo di Federico Gamboa per sei solisti, coro e orchestra
- La morte piedi leggeri, opera infantile
- Paso del Norte, opera basata su un fatto reale legato alla morte di un gruppo di migranti di Oaxaca bloccati in un vagone di Ferrovia.

### Strumenti elettronici
- Amnios Per strumenti elettronici, 1995

### Video musicali
- Dies Solis, Video musical per la Biennale di Venezia, 1993